# Randers-Metrik
In der Differentialgeometrie, einem Teilgebiet der Mathematik, sind Randers-Metriken eine spezielle Klasse nicht-reversibler Finsler-Metriken. Sie sind nach dem norwegischen Physiker Gunnar Randers benannt.

## Konstruktion
Sei {\displaystyle (M,g)} eine Riemannsche Mannigfaltigkeit und {\displaystyle b\in \Omega ^{1}(M)} eine 1-Form mit
{\displaystyle \|b\|_{a}:={\sqrt {\sum _{i,j}g^{ij}(x)b_{i}b_{j}}}<1,}
wobei {\displaystyle \left(g^{ij}\right)} die inverse Matrix zu {\displaystyle (g_{ij})} ist. Dann definiert
{\displaystyle F(x,v):={\sqrt {\sum _{i,j}g_{ij}(x)v^{i}v^{j}}}+\sum _{i}b_{i}(x)v^{i}}
eine Randers-Metrik auf {\displaystyle M} und {\displaystyle (M,F)} ist eine Randers-Mannigfaltigkeit. Randers-Mannigfaltigkeiten sind nicht-reversible Finsler-Mannigfaltigkeiten.

## Verallgemeinerung: (α,β)-Metriken
Sei {\displaystyle (M,g)} eine Riemannsche Mannigfaltigkeit, 
{\displaystyle \alpha (x,v)={\sqrt {\sum _{i,j}g_{ij}(x)v^{i}v^{j}}},\beta (x,v)=\sum _{i}b_{i}(x)v^{i},}
und sei {\displaystyle L} eine homogene Funktion vom Grad 1 in zwei Variablen. Dann definiert {\displaystyle L(\alpha ,\beta )} eine Finsler-Metrik {\displaystyle L(x,v)}, die als {\displaystyle (\alpha ,\beta )}-Metrik bezeichnet wird.
Insbesondere gibt {\displaystyle L(\alpha ,\beta )=\alpha +\beta } eine Randers-Metrik und {\displaystyle L(\alpha ,\beta )={\frac {\alpha ^{2}}{\beta }}} eine Kropina-Metrik.